# 대한민국 형사소송법 제175조
대한민국 형사소송법 제175조는 수명법관에 대한 형사소송법의 조문이다.

## 조문
제175조(수명법관)법원은 합의부원으로 하여금 감정에 관하여 필요한 처분을 하게 할 수 있다.

第175條(受命法官)法院은 合議部員으로 하여금 鑑定에 關하여 必要한 處分을 하게 할 수 있다.

## 참고 문헌
- 손동권 신이철, 새로운 형사소송법(초판, 2013), 세창, 2013. ISBN 9788984114081